# Maschinenhaus (Lustgarten)

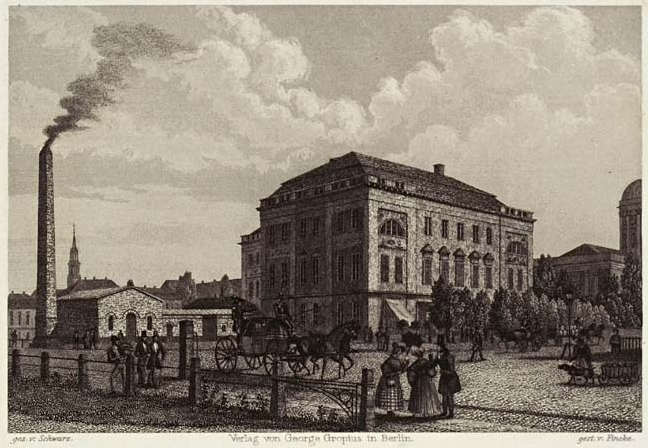
Das Maschinenhaus mit seinem hohen Schornstein (links) lag neben der alten Berliner Börse (rechts) und wurde 1832 fertiggestellt.
Stich von Fincke nach einer Zeichnung von Schwarz, 1833

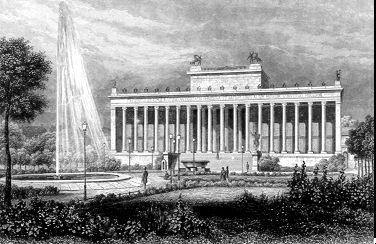
Die Lustgarten-Fontäne erreichte eine Höhe von 13 Metern
Anonymer Stahlstich von 1840

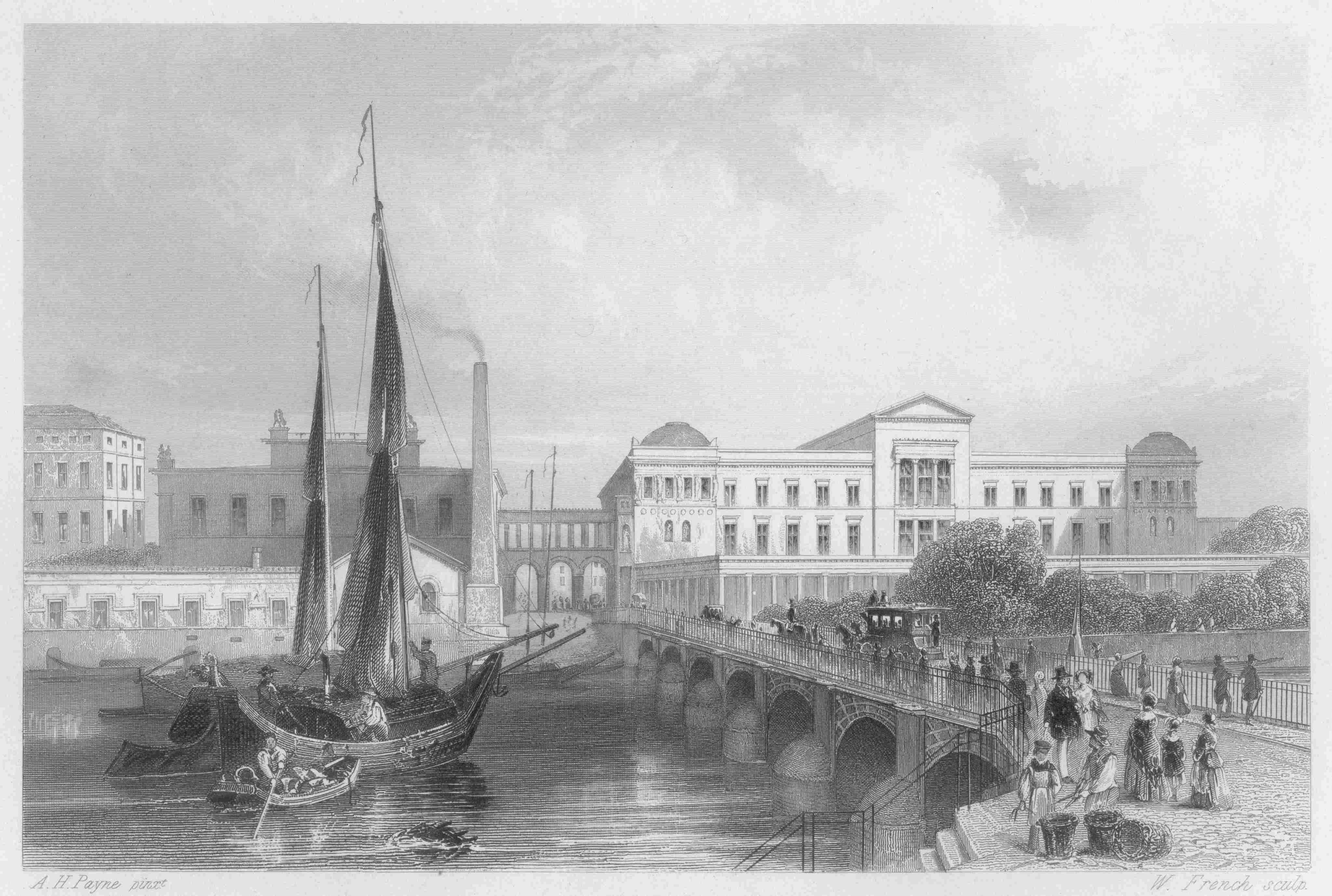
Auf dieser Ansicht ist das Maschinenhaus auf der westlichen Spreeseite links der Friedrichsbrücke zu sehen
Grafik von Payne, 1850

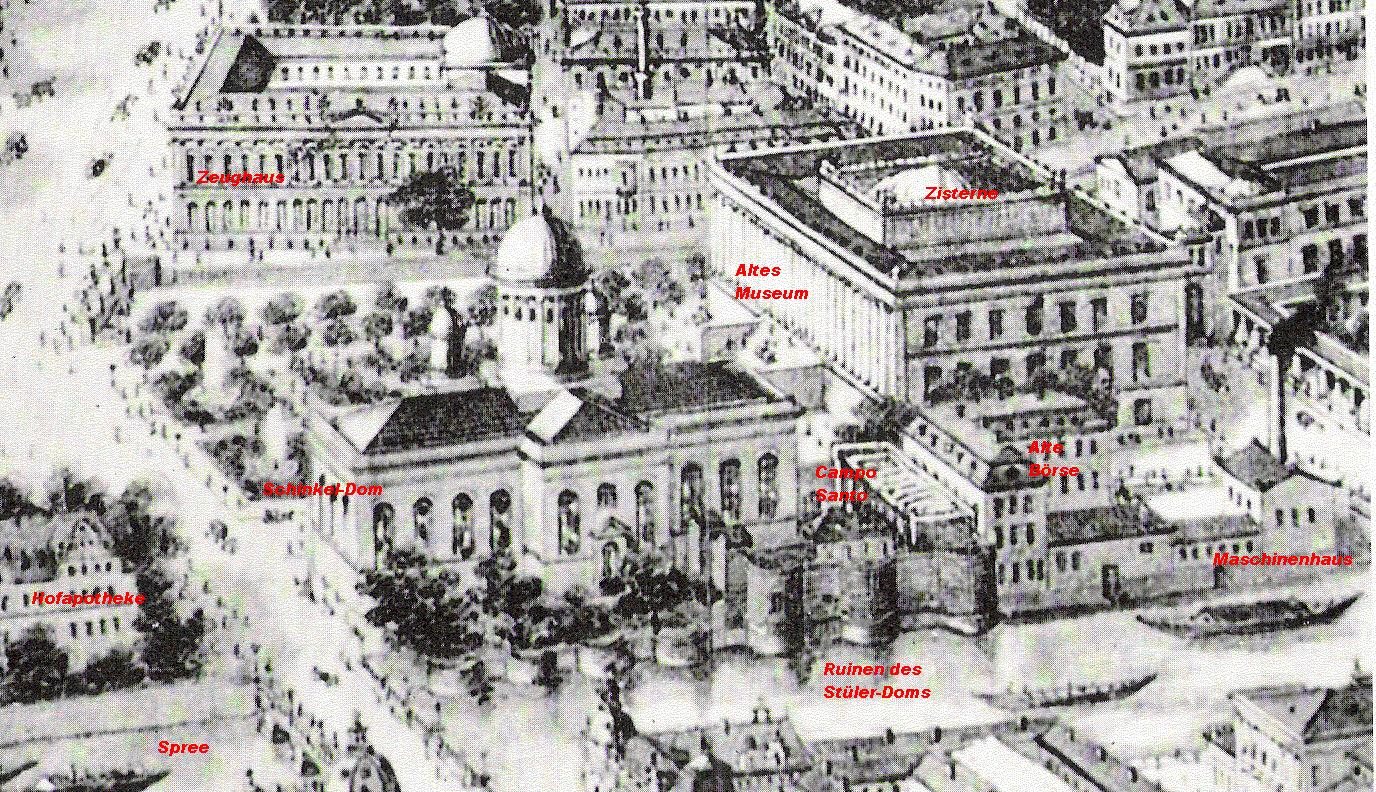
Ansicht des Berliner Doms und des Lustgartens. Das Maschinenhaus mit der Pumpe für die Lustgarten-Fontäne lag nördlich der Alten Börse (ganz rechts).
Holzstich von A. Eltzner, 1885, Ausschnitt

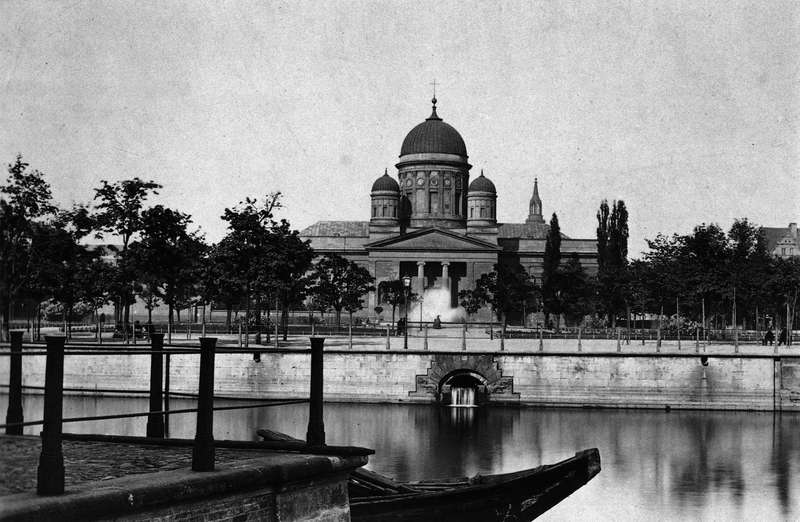
Das Springbrunnen-Wasser wurde durch einen unterirdischen Kanal abgeleitet, dessen Ausfluss sich am Kupfergraben befand. Im Hintergrund: der Berliner Dom, 1870
Foto: E. Römer

Das Maschinenhaus im Berliner Lustgarten (auch „Pumpenhaus“ genannt) lag von 1832 bis 1893 nördlich neben der Alten Börse und war Teil des Betriebssystems für die 13 Meter hohe Fontäne des Springbrunnens im Lustgarten.

## Die 13 Meter hohe Fontäne
Der Bau des Königlichen Museums im Lustgarten (nach dem Bau des Neuen Museums bald „Altes Museum“ genannt) wurde 1830 abgeschlossen. Im Rahmen der Neugestaltung des Geländes war auch der bisherige Kommunikationskanal, der die Verbindung des Kupfergrabens mit der Spree herstellte, zugeschüttet worden. Gleichzeitig gestaltete der Landschaftsgärtner Peter Joseph Lenné gemeinsam mit Karl Friedrich Schinkel den Lustgarten um. In der Mitte der neuen Anlage wurde ein Springbrunnen platziert, der eine hohe Fontäne auswerfen sollte. 1829 bis 1830 wurde im Lustgarten dazu ein unterirdisches Rohrleitungssystem verlegt, durch das der Springbrunnen mit dem nötigen Wasser aus der Spree versorgt werden konnte. Um den Springbrunnen herum waren Rasenflächen angelegt. Von nun an war der Lustgarten ein offener, dem Volke zugänglicher Garten, der aber nur in angemessener Kleidung betreten werden durfte.

## Das Maschinenhaus

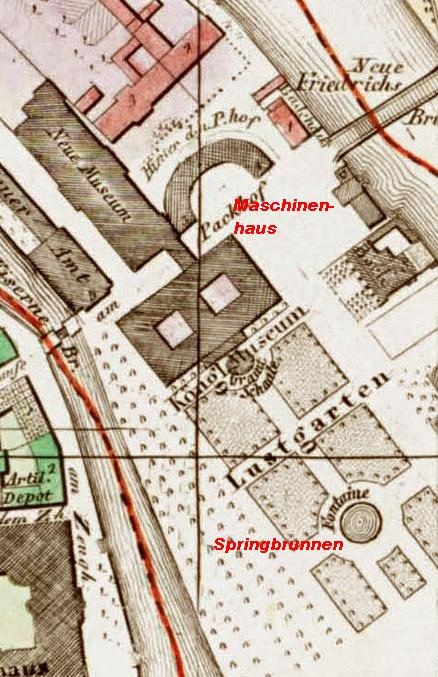
Das Maschinenhaus war Teil des Betriebssystems der Lustgarten-Fontäne
Ausschnitt aus dem Berlin-Plan von Selter, 1846

Das Maschinenhaus wurde 1832 fertiggestellt. Es befand sich nördlich der Alten Börse und wurde genau auf der zugeschütteten Einmündung des Kommunikationskanals in die Spree neben der Friedrichsbrücke (der früheren Großen Pomeranzenbrücke) errichtet. Es enthielt eine Dampfmaschine, die eine Pumpenanlage antrieb, die zur Wasserversorgung der Fontäne benötigt wurde. Neben dem „Pumpenhaus“ erhob sich ein über 20 Meter hoher Schornstein, der schon von weitem sichtbar war. Schinkel hatte ihm die Form eines Obelisken gegeben, damit er in der Umgebung des Museums nicht allzu störend ins Auge fallen sollte. Die Dampfmaschine erwies sich jedoch zunächst als problematisch: Sie konnte erst 1834 nach Beseitigung diverser Konstruktionsmängel in Betrieb genommen werden. Vermittels der von ihr betriebenen Pumpe wurde Spreewasser in eine Zisterne auf dem Dach des Museums gepumpt. Von dort floss das Wasser mit entsprechendem Druck durch das Rohrleitungssystem und schoss dann in einer 13 Meter hohen Fontäne aus dem Springbrunnen. Danach wurde das Fontänenwasser vom Springbrunnen wieder aufgefangen und unterirdisch über einen mit Granitplatten gedeckten gemauerten Kanal in den Kupfergraben abgeleitet. Die Auslassöffnung ist noch heute an der Kanalmauer am Kupfergraben deutlich erkennbar.
1893 wurden das Maschinenhaus und der neben ihm stehende Schornstein im Zusammenhang mit dem Neubau des Berliner Doms und der Neuordnung des Geländes abgetragen.

## Ausgrabungen
Nach der deutschen Wiedervereinigung 1990 wurden verschiedene Pläne zur Neugestaltung des Lustgartens diskutiert. Schließlich wurde bis zum 24. September 1999 mit einem Kostenaufwand von sieben Millionen Mark ein Konzept verwirklicht, das sich an den historischen Vorbildern orientiert. Bei den Bauarbeiten stießen die Arbeiter im Frühjahr 1998 auf das alte Rohrleitungssystem aus dem frühen 19. Jahrhundert, das sich als noch intakt erwies.
Nach der Rekonstruktion des Springbrunnens sprudelt die Fontäne heute wieder vor dem Alten Museum. 55 neue Bäume schmücken die Anlage. Bei der Übergabe des wiederhergestellten Lustgartens würdigte der damalige Regierende Bürgermeister von Berlin, Eberhard Diepgen, den neuen Lustgarten als „Symbol für die allmähliche Wiederherstellung des alten Stadtkerns von Berlin“.